# Splényi József
Báró miháldi Splényi József (1744. – Buda, 1831. március 4.) kamarai tanácsos, császári és királyi kamarás, titkos tanácsos, főispán, kerületi királyi biztos, koronaőr.

## Élete
Édesapja báró Splényi Gábor lovassági tábornok, édesanyja gróf Berényi Katalin. Édesapja 1735-ben bárói rangot kapott, így József pályáját már főnemesként kezdhette meg. Mária Terézia kegyeltje volt, így nem csoda, ha 1765-ben a pozsonyi királyi kamara létszámfeletti tagja lett, majd 1772-től ugyanitt ténylegesen tanácsos egészen 1783-ig. Még kamarai tanácsos volt, amikor 1777-ben Csanád vármegye főispánja lett. E hivatalát 1786-ig viselte, de az év végétől már Tolnában ült a főispáni székben. Innen Temesbe távozott ugyancsak főispánnak, majd 1798-ban koronaőr lett. Amikor II. József a vármegyék helyett kerületeket alkotott, Splényi lett a pécsi kerület királyi biztosa.

## Családja
Feleségül vette gróf Újfalussy Gabriellát (?–1828), három gyermekük született:
- Antal (1771–1797)
- Károly (1780–1863); neje: báró Thoroczkay Jozefa (?–1850)
- Henrik (1781–1866); neje: Isabella Kirchenbetter (1806–1888)